# Vižňov
Vižňov (niem. Wiesen) – wieś w Czechach, w kraju hradeckim w powiecie nachodzkim w Sudetach Środkowych.
Vižňov jest jedną z sześciu części miasta Meziměstí, położony 2 km na północ od tego miasta u podnóża Gór Suchych (cz. Javoří hory).

## Rodzina Walzel von Wiesentreu
Rodzina Walzel pochodziła z Vižňova, gdzie już pod koniec XVIII w. prowadziła działalność faktoringową. W połowie XIX w. przenieśli swoją firmę na ziemię trutnovską, gdzie w 1845 Georg Walzel (1786–1850) kupił Běličský dvůr w Poříčí koło Trutnova. Posiadał w tym czasie m.in.: wybielacz, zakład przetwórstwa i suszarnię zbóż. Jego syn, Clemens Walzel von Wiesentreu, w latach 1850–1851 przekształcił go w przędzalnię lnu, która pięć lat później zatrudniała już 150 pracowników.

## Zabytki
- Kościół św. Anny w Vižňovie należący do Broumovskiej grupy kościołów[4].
- Cmentarz w Vižňovie z grobami m.in. Georga Walzela (1786–1850), Weroniki Walzel z d. Herden (1786–1855), Hedwig Slawkowsky (1824–1854), Wenzeslawy (Werry) Walzel von Wiesentreu (1859–1933).

inne:
- Dom wypoczynkowy dla dzieci w Vižňovie

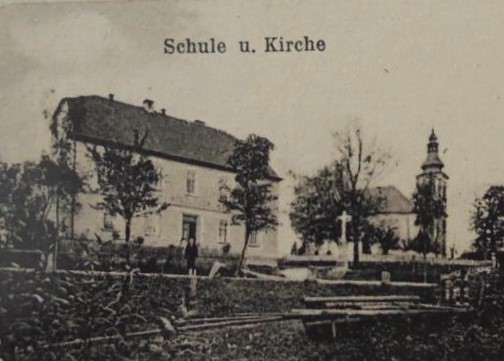
Szkoła przed 1939
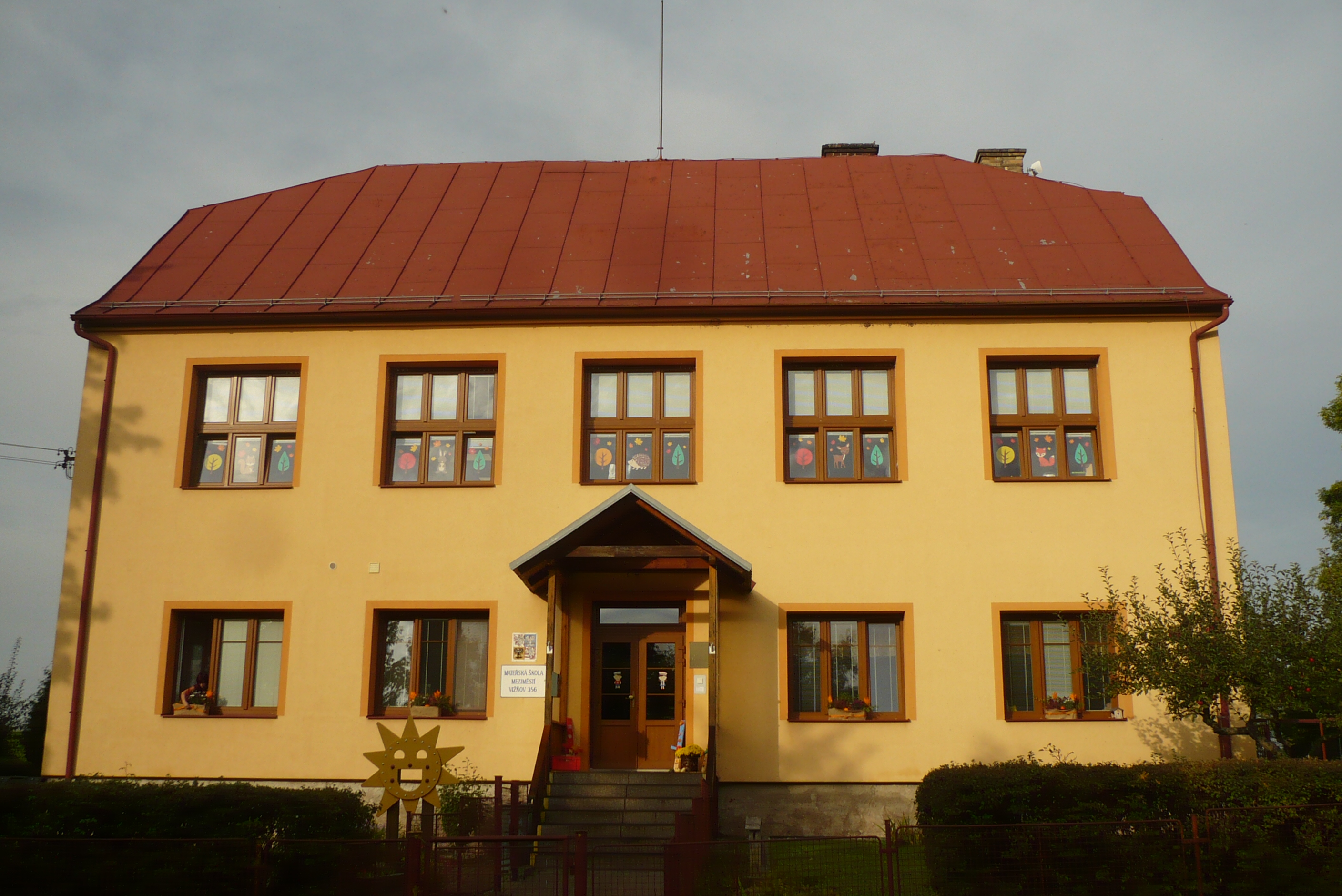
Urząd Gminy
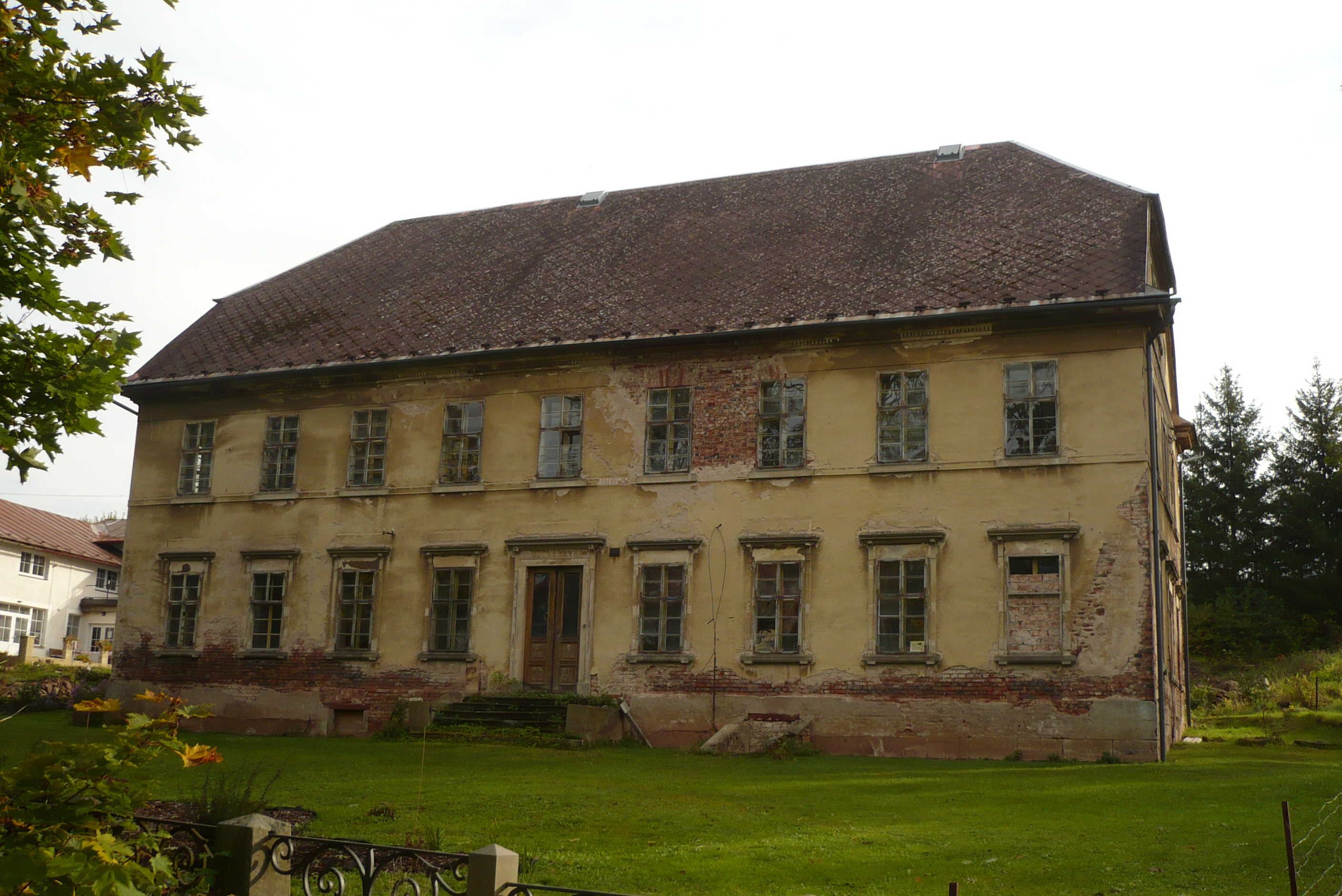
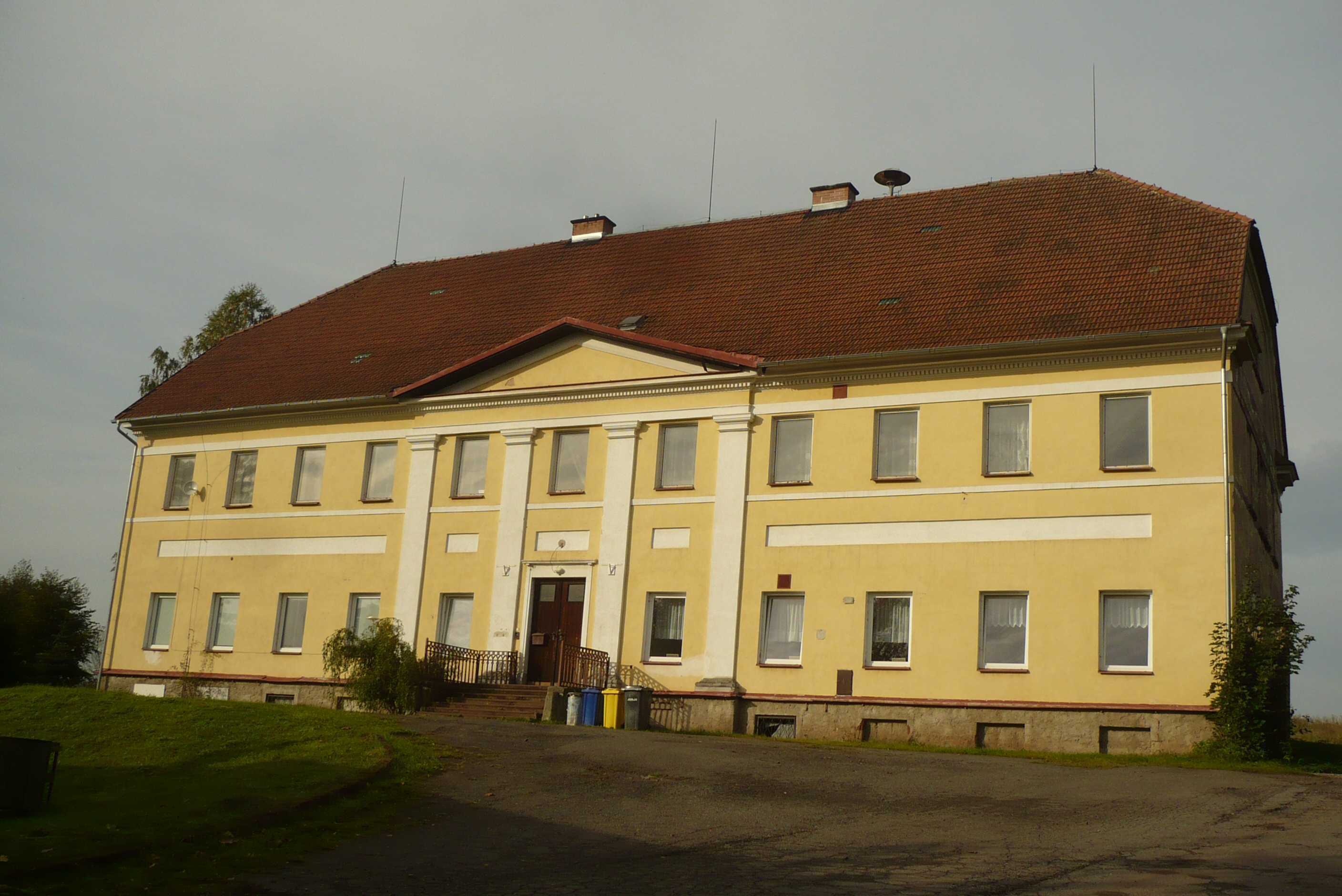
niem. Schölzerei Wiesen